# Chemin de fer Charente-Limousine
Chemin de fer Charente-Limousine (CFCL) est le nom d'un chemin de fer touristique, exploitant la section de Roumazières à Confolens de la ligne Roumazières-Loubert - Le Vigeant.

## Histoire
L'association à but non lucratif (loi de 1901) Chemin de fer Charente-Limousine est créée en 1992. Elle a pour objet la sauvegarde du patrimoine ferroviaire des 17 km de la ligne de Roumazières à Confolens (section la plus ancienne de la ligne Roumazières-Loubert - Le Vigeant) et le développement d'une activité susceptible d'être un élément moteur du tourisme local en Charente limousine.
La ligne ferroviaire est la première préoccupation de l'association. Il faut commencer par convaincre les élus locaux puis pendant plusieurs années remettre la voie en état alors qu'elle a déjà disparu sous la végétation.
Évoqué à l'origine le projet d'un chemin de fer touristique attendra. Dans un premier temps un vélo-rail est plus facile à mettre en œuvre pour valoriser et financer le projet.
L'inauguration de la première circulation des « charriots à pédales » a lieu le 14 juillet 1999.

## Patrimoine ferroviaire sauvegardé

### Matériel roulant ferroviaire
L'association préserve un certain nombre d'engins roulants, dont un Autorail Picasso X3959, deux X 2800, un      locotracteur   Y7621, une locomotive BB63529, ainsi que plusieurs autres engins moteurs ou remorques.

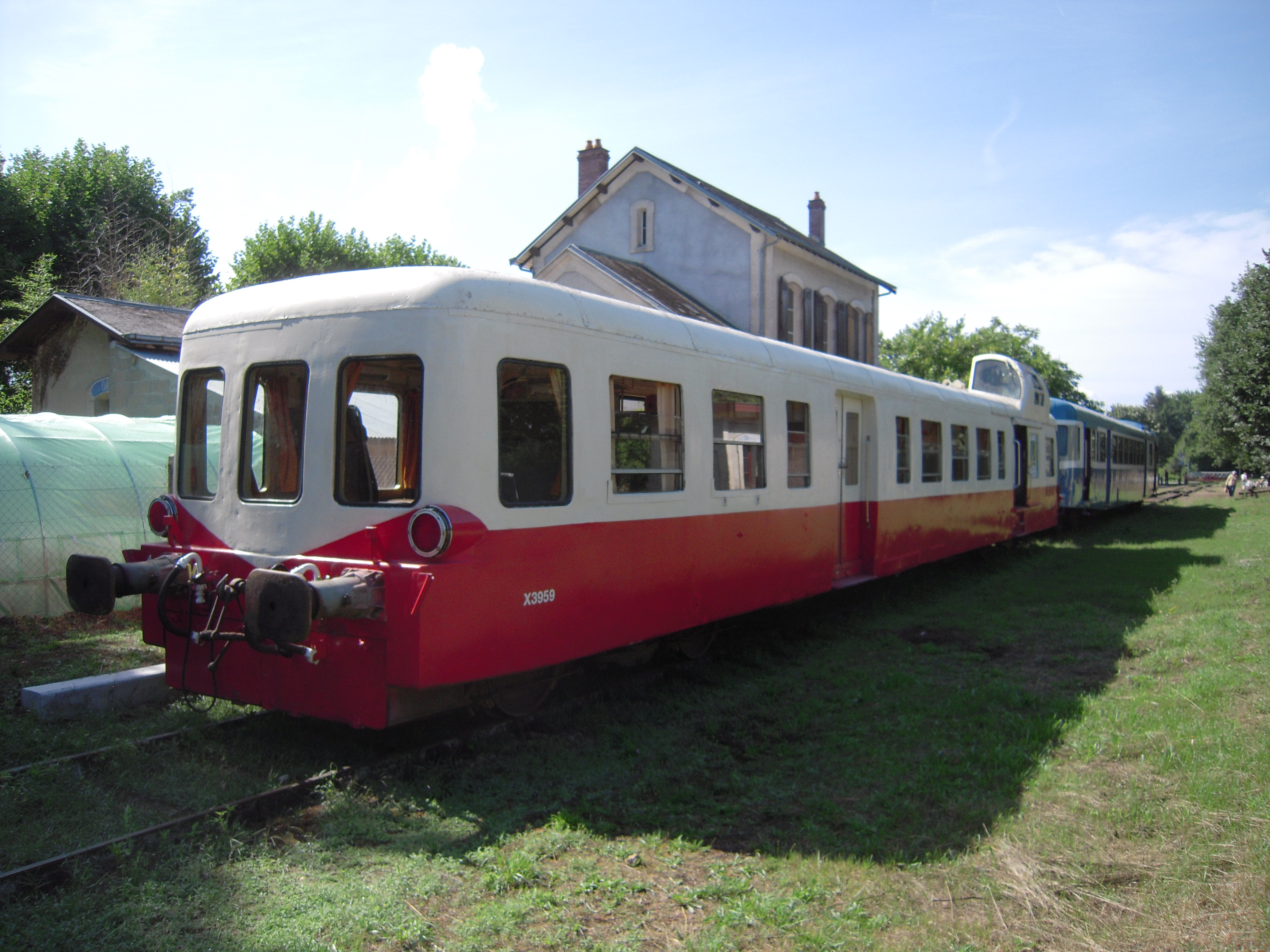
L'autorail X 3959 en gare de Manot.
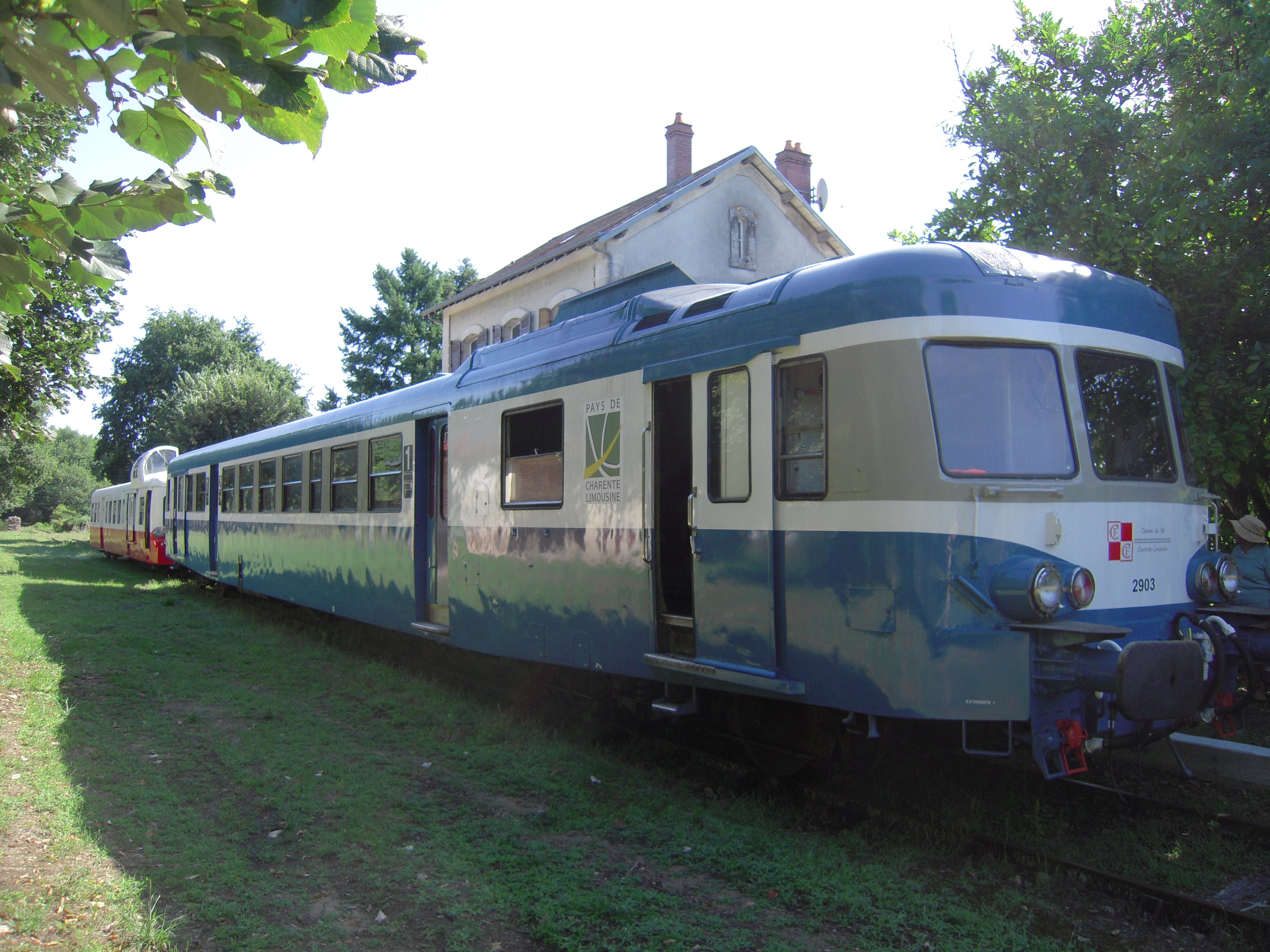
L'autorail X 2903 en gare de Manot.

## Exploitation ferroviaire touristique

### Vélo-rail
Toute l'année, le Chemin de Fer Charente-Limousine propose des promenades en vélo-rail sur la portion de la ligne Roumazières-Loubert - Le Vigeant entre Roumazières et Confolens.
Les départs se font à la gare de Confolens ou de Roumazières-Loubert pour un parcours de base allant jusqu'à Manot (approximativement au milieu de la portion de voie) puis un retour vers la gare de départ.

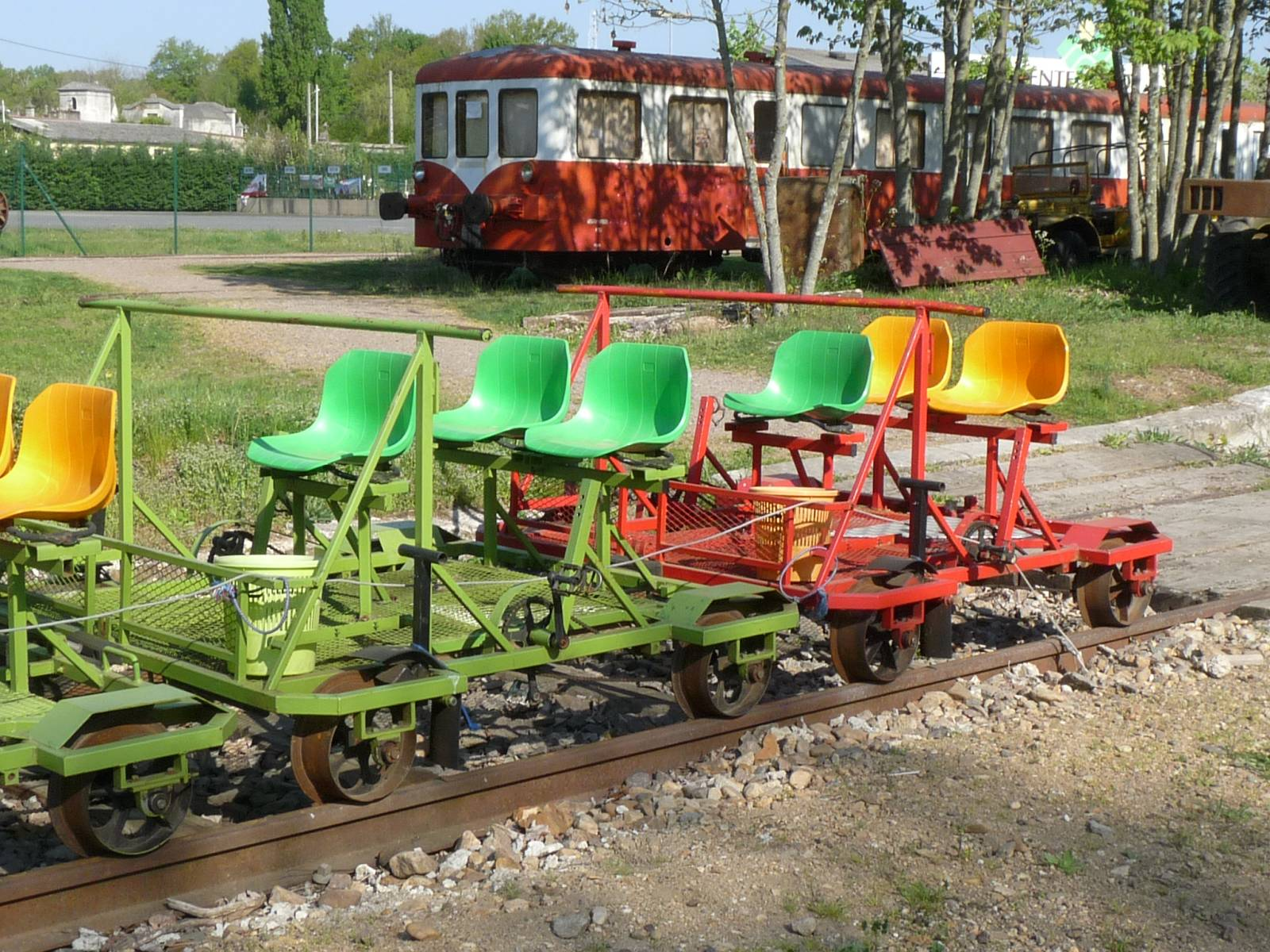
Vélos-rail en gare de Confolens
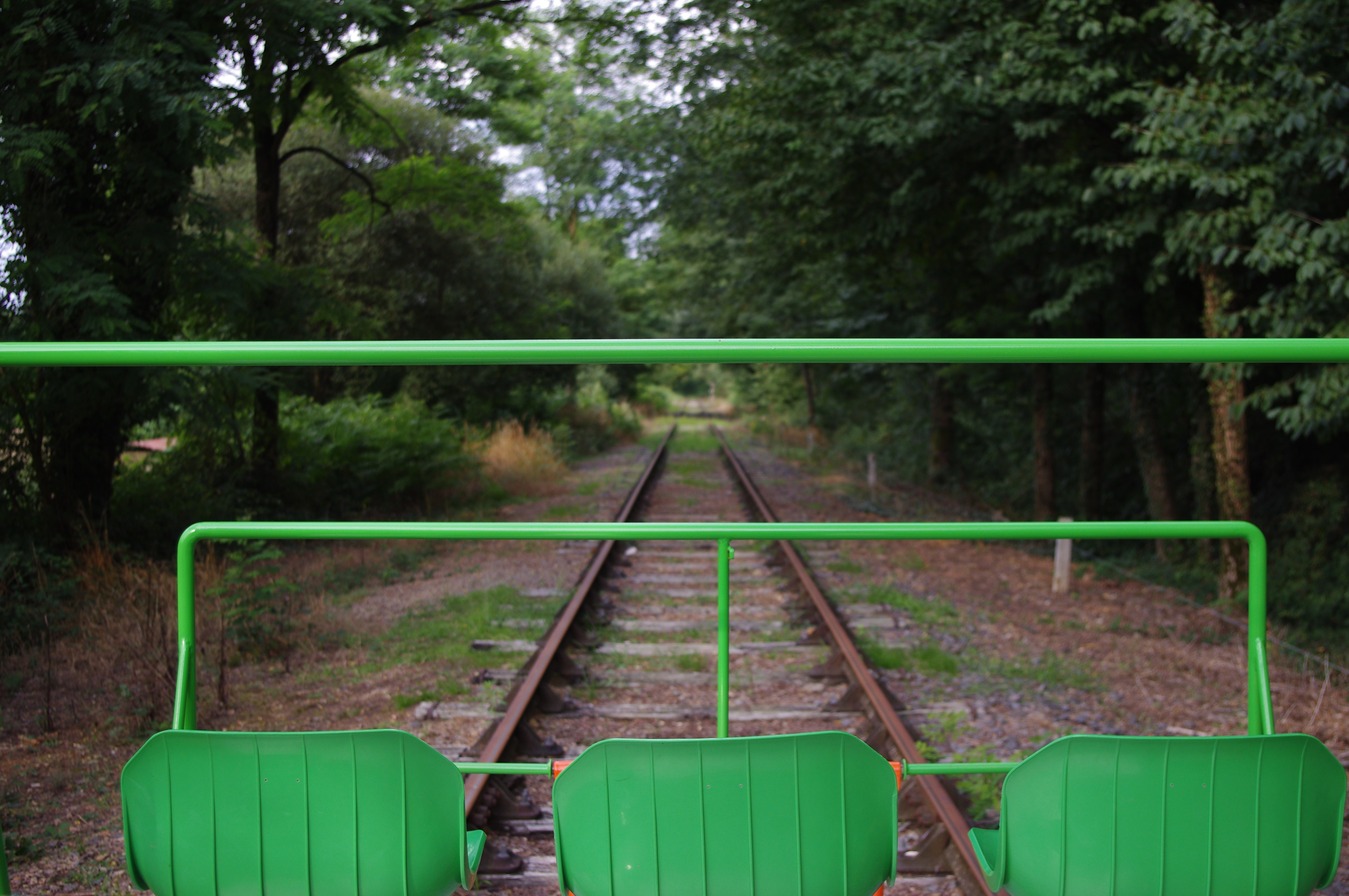
Vélo-rail au départ de Roumazières

### Train touristique
L'association met en circulation un train touristique sur la ligne Confolens-Roumazières le 18 avril 2015. Plusieurs autorails, dont le célèbre autorail "Picasso" (modèle X3959), sont restaurés afin d'effectuer, en complément de la circulation par vélorail, des sorties touristiques à travers la campagne de Charente limousine. Cette mise en circulation vise à élargir l'offre de l'association tout en faisant du Chemin de fer Charente-Limousine un vecteur incontournable du tourisme de Charente limousine, qui espère ainsi doubler la fréquentation annuelle.

## Aménagements de la voie ferrée
Le projet structurant de l'association est la mise en circulation des trains touristiques, mais aussi la construction d'un hangar-atelier destiné à la maintenance du matériel roulant en gare de Confolens (avec au total quatre voies couvertes), une extension des bâtiments de la gare de Manot (extension de la "buvette", construction d'un abri voyageurs), la construction d'un bâtiment d’accueil voyageurs à Roumazières-Loubert (avec espace billetterie et sanitaires), et l'aménagement de la halte à Ansac-sur-Vienne (réfection de la lampisterie).
La maîtrise d'ouvrage est partagée entre la Communauté de communes du Confolentais, la Communauté de communes de Haute-Charente et l'association.